# Alfred Stingl (Politiker)
Alfred Stingl (* 28. Mai 1939 in Graz; † 29. Mai 2025 ebenda) war ein österreichischer Politiker (SPÖ) und von 1985 bis 2003 Bürgermeister der Stadt Graz.

## Leben
Stingl schloss 1957 die Lehrausbildung zum Schriftsetzer ab und arbeitete anschließend, bis zu seinem Wechsel in die Politik in 1962, bei der Druckerei Leykam. 1968 wurde er zum ersten Mal in den Grazer Gemeinderat gewählt, 1973 in den Stadtsenat. Besondere Verdienste erwarb er sich als Jugendstadtrat. Gemeinsam mit Franz Hasiba teilte Stingl sich ab 1983 die Bürgermeisterschaft, Hasiba hatte diese in der ersten Hälfte der Funktionsperiode inne, währenddessen fungierte Stingl als Vizebürgermeister. Mit 10. Jänner 1985 übernahm er das Bürgermeisteramt.
Neben sozialen Schwerpunkten wie seinem Einsatz für die Einhaltung der Menschenrechte und soziale Gerechtigkeit war Stingl auch kulturell sehr engagiert. Auf seine Initiative hin wurde das historische Zentrum von Graz 1999 zum UNESCO-Weltkulturerbe und Graz im Jahr 2003 zur Kulturhauptstadt ernannt.
Zu den Höhepunkten seiner Amtszeit zählt besonders die Eröffnung der neuen Grazer Synagoge am 9. November 2000. Davor hatte Stingl bereits am 6. Juli 1987 als erster Grazer Bürgermeister seit dem Ende des Zweiten Weltkrieges der jüdischen Gemeinde der Stadt einen Besuch abgestattet, wurde dabei vom Präsidenten der Israelitischen Kultusgemeinde Graz Kurt David Brühl in den Amtsräumlichkeiten der Gemeinde empfangen und besichtigte auch das Bethaus. Am 21. Oktober 1998 beschlossen alle im Grazer Stadtparlament vertretenen politischen Fraktionen die Wiedererrichtung der Grazer Synagoge und die Bereitstellung entsprechender Finanzierungen.
Gemeinsam mit ÖVP-Vizebürgermeister Erich Edegger (1950–1992) leitete er unter anderem eine moderne Verkehrspolitik ein. Er gehörte dem SPÖ-Bundesparteivorstand an, war Präsidiumsmitglied des Kulturfestivals „steirischer herbst“ und Aufsichtsratsvorsitzender der Grazer Messe. Stingl war viele Jahre Mitglied in der Geschäftsleitung und im Hauptausschuss des Österreichischen Städtebundes und auch deren Vertreter bei der Europäischen Union, später war er Ehrenmitglied des Städtebundes. Er war von Juni 1986 bis Juni 1993 Präsident der Österreichischen Gesellschaft für Natur- und Umweltschutz und Ehrensenator der Universität Graz und der Technischen Universität Graz. Weiters war er Vorsitzender des damaligen ORF-Kuratoriums.
Als Bürgermeister der ersten Menschenrechtsstadt Europas (seit 8. Februar 2001) richtete Stingl zudem im Jahr 2002 das Weltbuddhistentreffen „Kalachakra“ mit dem 14. Dalai Lama Tenzin Gyatso in Graz aus. Unter ihm, der selbst keiner Religionsgemeinschaft angehörte, sich Religionen aber verbunden fühlte, entwickelte sich Graz zu einer Drehscheibe des interreligiösen Dialogs.
Seit Jahresbeginn 2004 war Stingl ehrenamtlich als Sozial-Ombudsmann für die Aktion Von Mensch zu Mensch der Gratis-Wochenzeitung Mein Bezirk tätig.
Stingl setzte sich bis zuletzt für Menschenrechte und schlechter gestellte Personen ein. Durch sein Wirken – sei es in Zusammenarbeit mit den Vinziwerken, der Caritas oder der Diakonie – schenkte er zahllosen Menschen Hoffnung und Unterstützung. Auch seine Frau Eli pflegte er nach ihrem Schlaganfall jahrelang mit großem persönlichem Einsatz bis zu ihrem Tod im März 2018.
Er starb am 29. Mai 2025 nach schwerer Krankheit kurz nach seinem 86. Geburtstag. Er hinterlässt eine Tochter und einen Sohn.
Alfred Stingl wurde am 17. Juni 2025 auf dem Grazer Zentralfriedhof beigesetzt. Trauerreden hielten der ehemalige Bundespräsident Heinz Fischer, die Grazer Bürgermeisterin Elke Kahr, der ehemalige Präsident der Caritas Österreich Franz Küberl sowie der langjährige Pressereferent von Alfred Stingl, Peter Grabensberger.

## Auszeichnungen
- 1988: Ehrensenator der Universität Graz
- 2003: Ehrensenator der Technischen Universität Graz
- 2004: Großes Goldenes Ehrenzeichen des Landes Steiermark mit dem Stern[26]
- 2005: Ehrenbürger der Stadt Graz[12][27]
- 2008: Ehrenring des Landes Steiermark[28]
- 2012: Kurt-Schubert-Gedächtnispreis[13]